# Bisdom Nsukka
Het bisdom Nsukka (Latijn: Dioecesis Nsukkana) is een rooms-katholiek bisdom met als zetel de stad Nsukka in Nigeria. Het bisdom is suffragaan aan het aartsbisdom Onitsha.

## Geschiedenis
Het bisdom werd opgericht op 19 november 1990, uit gebied van het bisdom Enugu. 

## Parochies
In 2019 telde het bisdom 185 parochies. Het bisdom had in 2019 een oppervlakte van 3.180 km2 en telde 666.800 inwoners waarvan 79,9% rooms-katholiek was.

## Bisschoppen
- Francis Emmanuel Ogbonna Okobo (19 november 1990 - 13 april 2013)
- Godfrey Igwebuike Onah (13 april 2013 - heden)

Onitsha (aartsbisdom) · Abakaliki · Awgu · Awka · Ekwulobia · Enugu · Nnewi · Nsukka